# Association sportive Montpensier
Pour les articles homonymes, voir ASM.
Maillots
L'Association Sportive Montpensier (en arabe : الجمعية الرياضية مونبونسي), plus couramment abrégé en AS Montponsier, est un club algérien de football fondé en 1914, situé dans le quartier de Montpensier a la ville d'Alger.
Il évoluait au Stade Municipal d'Alger.

## Histoire

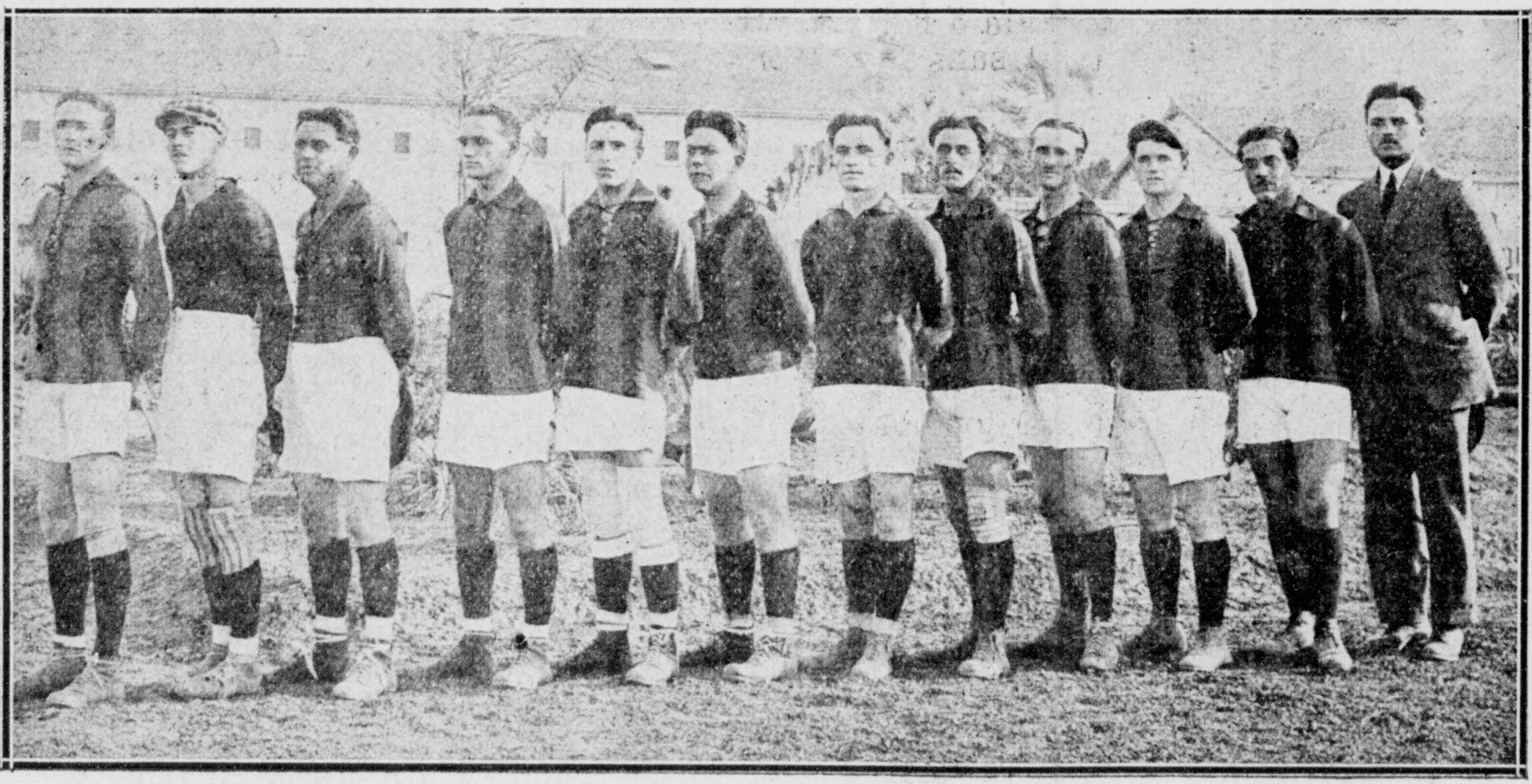
Association Sportive Montpensier saison 1921-1922

L'Association Sportive Montpensier est créée en 1914 dans le quartier de Montpensier de la ville d'Alger, par des colons européens qui étaient des amateurs de sport et de football.

## Palmarès

### Section football
| Compétitions nationales |
| --- |
| - Ligue d'Alger de Football Association,: - Division d'honneur : - Vice-Champion : 1922 - Promotion d'honneur : - Champion : 1928 |

### Classement en championnat d'Alger par année
- 1920-21 : Division d'honneur, 5e
- 1921-22 : Division d'honneur, 2e
- 1922-23 : Division d'honneur, ?e
- 1923-24 :
- 1924-25 :
- 1925-26 :
- 1926-27 :
- 1927-28 :
- 1928-29 :
- 1929-30 :
- 1930-31 :
- 1931-32 :
- 1932-33 :
- 1933-34 : 1re Division, 10e
- 1934-35 :
- 1935-36 : 1re Division, 8e
- 1936-37 : 1re Division, 6e
- 1937-38 : 1re Division, 7e
- 1938-39 : 1re Division, 4e
- 1939-40 :
- 1940-41 :
- 1941-42 : 1re Division, 7e
- 1942-43 :
- 1943-44 :
- 1944-45 :
- 1945-46 :
- 1946-47 : 1re Division, 6e
- 1947-48  : 1re Division , 6e
- 1948-49 :
- 1949-50 : 2e Division Groupe I, ?e
- 1950-51 : 1re Division Groupe I, 7e
- 1951-52 : 1re Division Groupe III, 9e
- 1952-53 :
- 1953-54 :
- 1954-55 :
- 1955-56 :
- 1956-57 :
- 1957-58 :
- 1958-59 :
- 1959-60 :
- 1960-61 :
- 1961-62 :

## Personnalités du club

### Président du club
- M.Baudier
- Robert Lapeyre

- Lolo Vives

### Anciens joueurs du club
Quelques joueurs qui ont marqué l'histoire du AS Montpensier.
- Albert Soler
- Fernand Terrazoni
- Paul Cassegrain
- Joseph Ferrer
- Maurice Saplana

## Section Water-polo
- 32 fois champions d'AFN de Water-polo; 16 fois finaliste du championnat de France; 4 fois second ; 5 fois champions d'AFN de Natation ; 5 coupes de Noël ; 5 coupes de Pâques ; 4 taraversée du Port ;  3 challenge Paul